# Anton Janša
Anton Janša (c. 20 de maio de 1734 - 13 de setembro de 1773) foi um apicultor e pintor da Carníola. Janša é conhecido como um pioneiro da apicultura moderna e um grande especialista no campo. Ele foi educado como pintor, mas foi contratado como professor de apicultura na corte dos Habsburgos em Viena. Foi autor de numerosas monografias sobre apicultura.
O extremo amor e cuidado da Eslovénia pelas abelhas remonta a essa altura, quando a arquiduquesa Maria Teresa fundou ali a primeira escola de apicultura do mundo, em que o professor responsável foi Anton Janša.
O Dia Mundial das Abelhas é em 20 de maio em sua homenagem.

## Biografia
Anton Janša nasceu de pais eslovenos em Breznica, Carniola (agora na Eslovênia). Não se sabe a data exata de seu nascimento, porém, ele foi batizado em 20 de maio de 1734. Ainda jovem, Janša, junto com seus dois irmãos, demonstrou grande interesse pela pintura (tinham um ateliê em seu celeiro) e pelos três irmãos, apesar de analfabeto, foi para Viena e ingressou na academia de pintores de lá. Seu irmão lovrona verdade, terminou seus estudos na academia e se tornou um professor lá, mas Anton, apesar de um talento para a pintura, logo descobriu que seus verdadeiros interesses eram a apicultura. Seu interesse surgiu desde cedo, já que seu pai tinha mais de cem colmeias em casa e os fazendeiros vizinhos se reuniam na aldeia e discutiam sobre agricultura e apicultura. Em 1769 ele começou a trabalhar em tempo integral como apicultor e um ano depois tornou-se o primeiro professor de apicultura nomeado pela realeza em todas as terras austríacas. Ele manteve as abelhas nos jardins imperiais (Augarten) e viajou pela Áustria apresentando suas observações a respeito da transferência de colmeias para várias pastagens. Ele morreu em Viena.

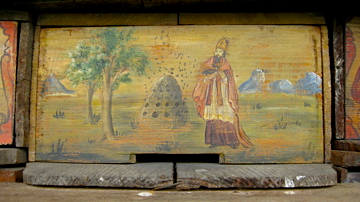
Pintura de colmeias, Janša Beehive

## Importância

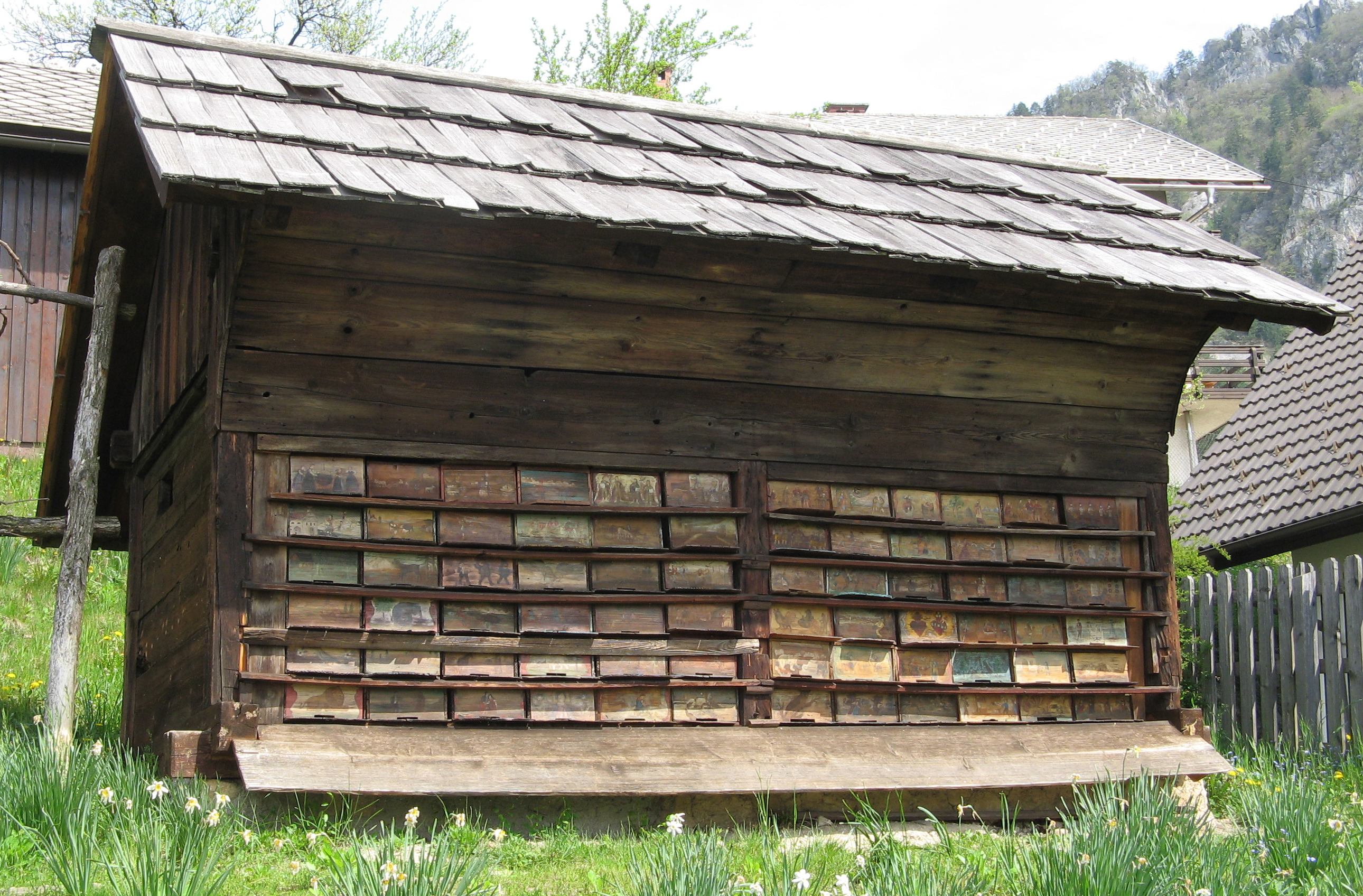
Janša Beehive in Breznica

Ele ficou famoso por suas palestras em que demonstrou seu conhecimento sobre as abelhas. Ele também escreveu dois livros em alemão: Abhandlung vom Schwärmen der Bienen (Discussão sobre a apicultura, 1771) e Vollständige Lehre von der Bienenzucht (Um guia completo para a apicultura). Este último foi publicado em 1775, após sua morte. Em seu trabalho de 1775, ele observou: "As abelhas são um tipo de mosca, trabalhadora, criada por Deus para fornecer ao homem todo o mel e cera necessários. Entre todos os seres de Deus, não há ninguém tão trabalhador e útil ao homem com tão pouca atenção necessária para é mantida como a abelha". A Imperatriz Maria Teresa emitiu um decreto após a morte de Janša obrigando todos os professores de apicultura a usar seus livros.
Na apicultura, ele é conhecido por mudar o tamanho e a forma das colmeias para uma forma em que possam ser empilhadas como blocos. Como pintor, também decorou as fachadas das colmeias com pinturas. Janša rejeitou a crença de que as abelhas machos são portadores de água e presumiu que a rainha é fertilizada no ar. Ele defendeu a mudança das colmeias para as pastagens.

A Colmeia Janša foi preservada por apicultores eslovenos e em 1884 uma placa foi colocada na casa onde ele nasceu. O Museu da Apicultura de Radovljica também leva o seu nome.